# Native Language Music
Native Language Music is een Amerikaans platenlabel voor hedendaagse jazz. Het werd in 1996 opgericht door Theo Bishop en Joe Sherbanee en is gevestigd in San Clemente. Op het label is muziek uitgebracht van onder meer Four80East, Jeff Kashiwa, Warren Hill, Dan Siegel, Turning Point, Sara Gazarek, Gerry Niewood, Tony Guerrero, Erin Bode en Andy Snitzer.